# Jet Rider
Jet Rider (Jet Moto en Amérique du Nord) est un jeu vidéo de course développé par SingleTrac et édité par Sony Computer Entertainment, sorti en 1996 sur PlayStation et Windows.
Il est réédité en 2007 sur PlayStation 3 et PlayStation Portable via le PlayStation Network.
Il a pour suite Jet Rider 2 et Jet Moto 3.

## Accueil
- Electronic Gaming Monthly : 9,2/10[1]
- GamePro : 2,5/5[2]
- Game Revolution : B+[3]
- GameSpot : 7,5/10 (PC)[4] - 5,8/10 (PS1)[5]
- IGN : 8/10 (PS1)[6] - 7/10 (PSN)[7]